# Por siempre tú y yo
Por siempre tú y yo es el noveno álbum de estudio de Camela, fue lanzado en el año 2003. Este álbum supuso un cambio, ya que Ángeles y Rubén (hijo de Dioni) compusieron las canciones.

## Pistas
| Por siempre tú y yo |                                 |                                            |          |  |
| N.º                 | Título                          | Escritor(es)                               | Duración |  |
| 1.                  | «Nunca debí enamorarme»         | M. Ángeles Muñoz Dueñas                    | 3:45     |  |
| 2.                  | «Por siempre tú y yo»           | Rubén Martín Muñoz, Dionisio Martín Lobato | 4:22     |  |
| 3.                  | «Díselo»                        | M. Ángeles Muñoz Dueñas                    | 4:28     |  |
| 4.                  | «Nadie como tú»                 | M. Ángeles Muñoz Dueñas                    | 3:48     |  |
| 5.                  | «Pégate a mí»                   | M. Ángeles Muñoz Dueñas                    | 4:17     |  |
| 6.                  | «Ya no te necesito»             | M. Ángeles Muñoz Dueñas                    | 3:53     |  |
| 7.                  | «No has dejado de llorar»       | Rubén Martín Muñoz, Dionisio Martín Lobato | 4:19     |  |
| 8.                  | «Me has hecho mucho daño»       | Rubén Martín Muñoz, Dionisio Martín Lobato | 3:51     |  |
| 9.                  | «Me tienes que olvidar»         | Rubén Martín Muñoz, Dionisio Martín Lobato | 4:10     |  |
| 10.                 | «Un ángel de cristal»           | M. Ángeles Muñoz Dueñas                    | 3:52     |  |
| 11.                 | «Es tu secreto»                 | M. Ángeles Muñoz Dueñas                    | 3:22     |  |
| 12.                 | «Nunca debí enamorarme (Video)» | M. Ángeles Muñoz Dueñas                    | 3:22     |  |

## Videos musicales
- "Nunca debí enamorarme" (2003)
- "Por siempre tú y yo" (2003)

## Listas
| Lista  | Proveedor  | Posición | Certificación | Ventas   |
| ------ | ---------- | -------- | ------------- | -------- |
| España | Promusicae | 1 (1)    | 2x Platino    | 200 000+ |